# Ричард Индреко
Ричард Индреко (на естонски: Richard Indreko) е естонски историк и археолог. Известен е с изследванията си върху древната естонска история.
Роден е на 13 февруари 1900 г. в село Пуяту, област Ярва, Руска империя (днес Естония). В периода от 1923 до 1927 г. учи в Тартуския университет и става преподавател там през 1933 г. От 1933 до 1937 г. ръководи разкопките в Ламасмяги близо до град Кунда (изследвайки кундската култура) и в Асва, Саарема. Той провежда важни изследвания на произхода и зоната на заселване на угро-финските народи.
През 1941 г. той публикува „Средната каменна епоха в Естония“ („Keskmine kiviaeg Eestis“). През 1943 г. той бяга във Финландия и се установява година по-късно в Швеция. Умира в Стокхолм през 1961 г. Малко след това, през 1962 г. е публикуван и неговият научен труд „Праисторическа епоха в Естония“.